# 黄辉 (明朝)
黃輝（1562年4月12日—1612年），字平倩，一字昭素，号慎轩，四川順慶府南充縣人，明朝文學家，公安派成員之一。

## 生平
少時在顺庆府金泉书院读书，入翰林任瀚门下。萬曆四年丙子中鄉試，萬曆十七年（1589年）己丑科中進士二甲二十四名。选翰林院庶吉士，十九年辛卯八月编修，推崇乐天、东坡诗文，是为“公安派”。迁右春坊右中允。万历二十五年，李贽居京郊，士大夫谈禅大盛。公安三袁、黄辉、江盈科等人在京结葡萄社，以禅证儒。大学士沈一贯憎恶黄輝等狂禅。二十七年己亥升右中允，充皇長子講官，二十八年庚子升右諭德，三十年壬寅升右庶子，掌司經局。是年，李贽遇难，同年十月，黄辉请辞歸里。
万历三十九（1611年），升少詹事兼侍读学士，萬曆四十年（1612年），卒于官。葬南充县东十五里。

## 文学
黄辉以诗和书法聞名。他的诗清新轻俊，与公安派的主将陶望龄齐名。他與公安派主力袁宏道同一學館，其詩文理論也相呼應，不但主張為文應抒發當時代個人的真性情，反對「文必秦漢、詩必盛唐」說法，也極力駁斥王世貞、李攀龍之全然模仿古文的文壇主流。有《貽春堂集》、《鐵菴詩選》。

## 家族
曾祖黃鎮，祖黃中甘（承德郎加奉政大夫），父黃子元（河間府同知）。弟黃韑，萬曆壬辰進士。

## 延伸阅读
[在维基数据编辑]
 在维基文库阅读此作者作品
 《明史卷二百八十八》，出自《明史》